# USS Bronstein (DE-189)
«Бронштейн» (англ. USS Bronstein (DE-189) — військовий корабель, ескортний міноносець типу «Кеннон» військово-морських сил США за часів Другої світової війни.
«Бронштейн» був закладений 26 серпня 1943 року на верфі компанії Federal Shipbuilding and Drydock Company у Ньюарку у штаті Нью-Джерсі, де 14 листопада 1943 року корабель був спущений на воду. 13 грудня 1943 року він увійшов до складу ВМС США.
Ескортний міноносець «Бронштейн» брав участь у бойових діях на морі в Другій світовій війні, супроводжував транспортні конвої союзників в Атлантиці. За час війни затопив німецький підводний човен U-603, а також у взаємодії з іншими протичовновими кораблями та авіацією затопив німецькі підводні човни U-709 і U-603.
За бойові заслуги, проявлену мужність та стійкість екіпажу в боях «Бронштейн» удостоєний трьох бойових зірок, Президентської відзнаки частині, нашивки за участь у бойових діях, медалей «За Європейсько-Африкансько-Близькосхідну кампанію», «За Американську кампанію» і Перемоги у Другій світовій війні.

## Історія служби
15 лютого 1944 року «Бронштейн» приєднався до есмінців «Томас», «Боствік», «Бріман» та «Коррі» в протичовновому патрулюванні, який рушив з ескортом кораблів через Атлантику до Касабланки, Марокко. Оперативна група 21.16 (TG 21.16) супроводжувала ескортний авіаносець «Блок-Айленд», кораблі діяли як група мисливців-винищувачів підводних човнів у водах Північної Атлантики.
1 березня 1944 року атакою американських ескортних міноносців «Бронштейн», «Боствік» і «Томас» був знищений німецький підводний човен U-709. Але, вивчення після війни архівів довело, що це був німецький човен U-441, який дістав серйозних пошкоджень. U-709 загинув за невідомих обставин після 19 лютого 1944 року з усім екіпажем.
Водночас, того ж дня «Бронштейн» встановив гідролокаційний контакт з іншим підводним об'єктом і негайно почав скидати глибинні бомби. Після години роботи екіпаж військового корабля ставс потужний вибух, який міг бути лише кінцем підводного човна, пізніше ідентифікованого як U-603. Група мисливців-вбивць прибула до Касабланки 8 березня для ремонту та дозаправки.